# Medicosma congesta
Medicosma congesta är en vinruteväxtart som beskrevs av Thomas Gordon Hartley. Medicosma congesta ingår i släktet Medicosma och familjen vinruteväxter. Inga underarter finns listade i Catalogue of Life.